# 蓋斯韋德貝克利河
47°20′14″N 8°24′59″E / 47.33712°N 8.41636°E

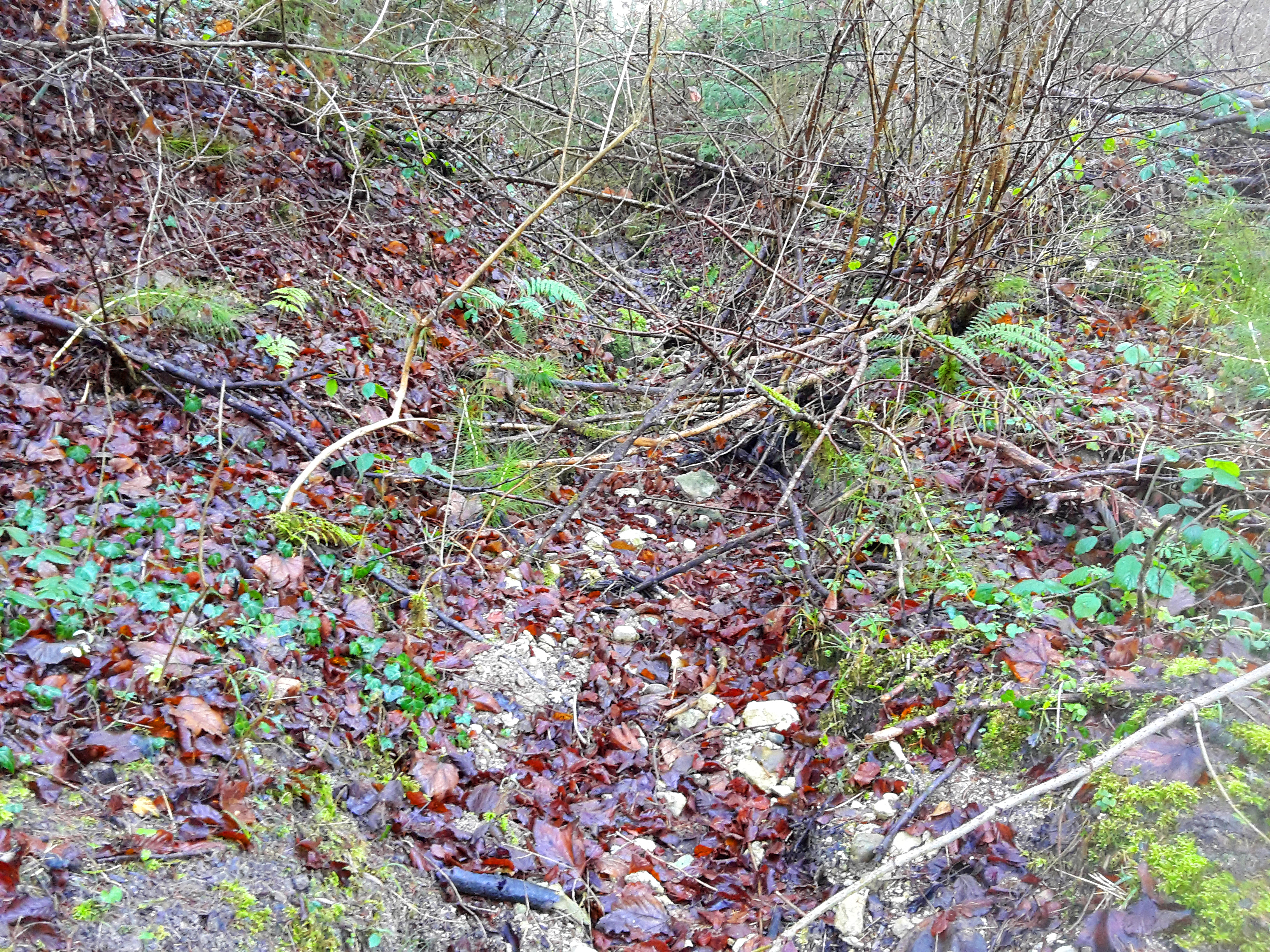

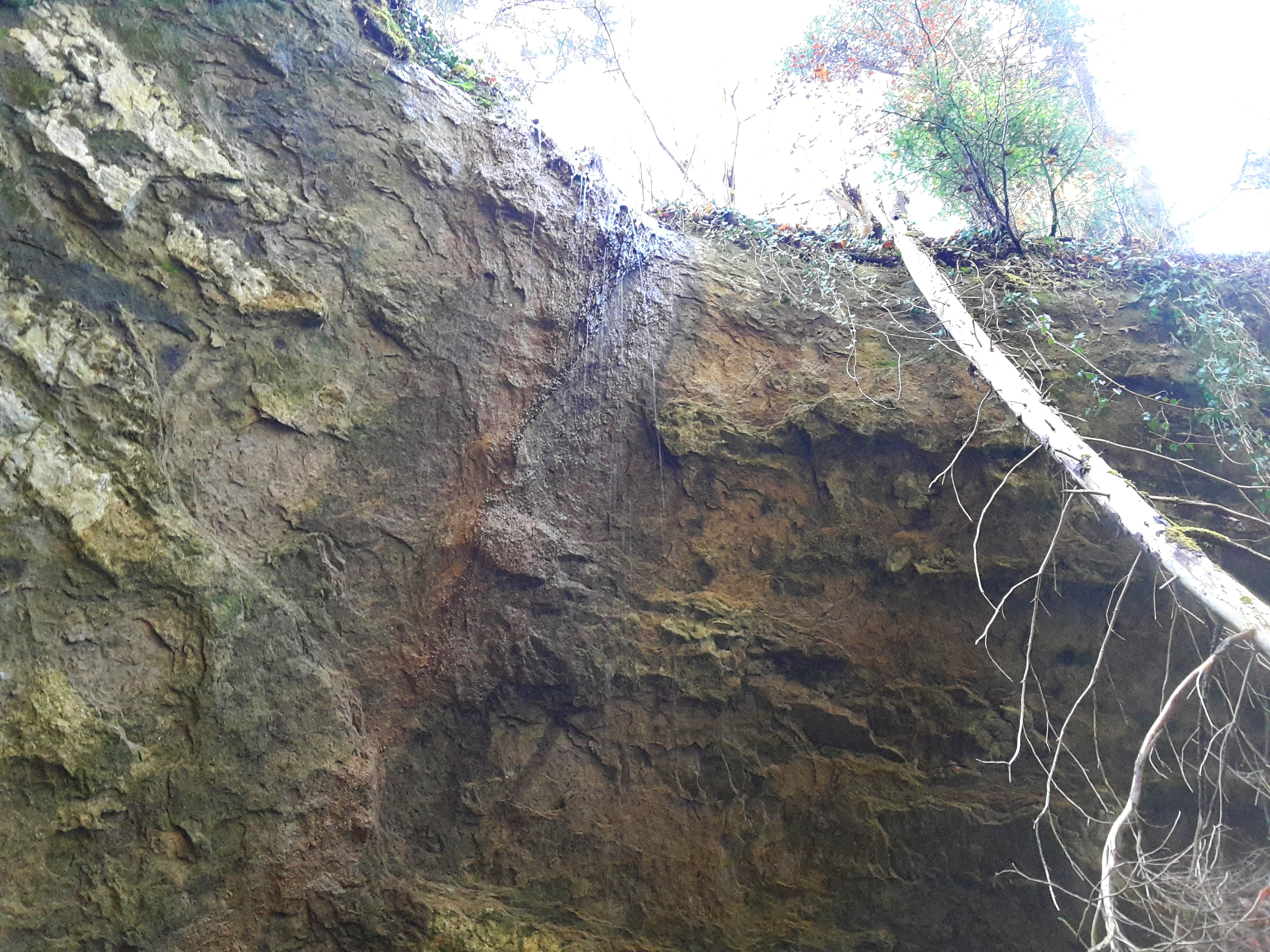

蓋斯韋德貝克利河是瑞士的河流，位於該國北部，流經阿爾高州和蘇黎世州，屬於倫訥倫巴赫河的左支流，河道全長110公里，流域面積10平方公里。